# Episode (album av Stratovarius)
Episode är det finska power metal-bandet Stratovarius femte studioalbum, utgivet i april 1996 på T&T Records och i Japan på Victor.
Det är Stratovarius första album med den den svenske keyboardisten Jens Johansson samt den tyske trummisen Jörg Michael och en banduppställning som skulle vara i nästan ett decennium.

## Låtlista
1. "Father Time" – 5:02
2. "Will the Sun Rise?" – 5:06
3. "Eternity" – 6:56
4. "Episode" (instrumental) – 2:01
5. "Speed of Light" – 3:03
6. "Uncertainty" – 5:59
7. "Season of Change" – 6:57
8. "Stratosphere" (instrumental) – 4:52
9. "Babylon" – 7:09
10. "Tomorrow" – 4:52
11. "Night Time Eclipse" – 7:58
12. "Forever" – 3:06

Bonusspår på japanska utgåvan
1. "When the Night Meets the Day" – 5:30

## Medverkande
Musiker
- Timo Kotipelto – sång
- Timo Tolkki – gitarr, bakgrundssång
- Jari Kainulainen – basgitarr
- Jens Johansson – keyboard
- Jörg Michael – trummor

Bidragande musiker
- Marko Vaara – bakgrundssång
- Kimmo Blom – bakgrundssång
- Richard Johnson – bakgrundssång
- Pasi Puolakka – flöjt

Produktion
- Timo Tolkki – producent, inspelningstekniker, mixning
- TT "Kakadu" Oksala – inspelningstekniker
- Rene Siren – inspelningstekniker
- Mikko Karmila – mixning
- Mika Jussila – mastering
- Richard Johnson – låttext
- Sakari Peltola – omslagskonst
- Dick Lindberg – foto